# Conus ateralbus
Conus ateralbus is een in zee levende slakkensoort uit het geslacht Conus. De slak behoort tot de familie Conidae. Conus ateralbus werd in 1845 beschreven door Kiener. Net zoals alle soorten binnen het geslacht Conus zijn deze slakken roofzuchtig en giftig. Zij bezitten een harpoenachtige structuur waarmee ze hun prooi kunnen steken en verlammen.